# Molly Taylorová
Molly Taylorová (* 6. května 1988 Sydney) je australská rallyová jezdkyně. Je první ženou, která je členkou asociace Australian Motor Sport Foundation (AMSF). V roce 2011 získala možnost být součástí Pirelli Star Rally Drive, kde se stala jedním z nejmladších jezdců a byla jedinou ženou v Mistrovství světa v rally 2011. Stala se domácí šampiónkou ve třídě F16 a 2WD v letech 2007 a 2008. O rok později v roce 2009 se stala Britskou mistryní a byla první jezdkyní v historii Britského šampionátu. která získala titul ze zahraničí. Stejný triumf zopakovala o rok později v roce 2010. Po dvou letech v Mistrovství světa v rally se stala v roce 2013 mistryní Evropy.

## Život a kariéra
Molly je dcerou soutěžních jezdců Marka a Coral Taylorových, má jednu sestru Jane. Navštěvovala dívčí školu v Nové Anglii v severozápadním Novém Walesu. Milovala koně, rally a soutěžila v soutěži cross-country. Zatím co chodila do školy soutěžila v domácím šampionátu v rally. Aby si mohlo koupit svůj první závodní speciál musela prodat svého koně. Studovala také obchodní školu a je kvalifikovaným osobním trenér. Po ukončení studia se začala naplno věnovat rally.

### Před rokem 2010
Pracovala se svým otcem v jeho rally škole, kde se také naučila řídit bezpečně. Otec jí následně nabídl startovat na tamních soutěžích s jeho vozy, kde při své premiéře skončila na třetím místě ve třídě a na devátém místě celkově.